# جردن هیل
جردن هیل (زاده ۲۷ ژوئیه ۱۹۸۷) بازیکن حرفه‌ای آمریکایی شاغل در تیم مینه‌سوتا تیمبرولوز در اتحادیه ملی بسکتبال است. هیل قبل از این که توسط نیویورک نیکس در درفت ۲۰۰۹ ان‌بی‌ای در راند اول و پیک ۸ اورال انتخاب شود در مسابقات بسکتبال دانشگاهی آمریکا در تیم Arizona Wildcats بازی می‌کرد. او در میانه سال تازه‌کاری اش به هیوستون راکتس فرستاده شد و دوباره در فصل ۱۲–۲۰۱۱ به تیم لس آنجلس لیکرز فروخته شد، او در سال ۲۰۱۵ با ایندیانا پیسرز قرارداد بست ولی بعد یک فصل از این تیم جدا شد و در سال ۲۰۱۶ با مینه‌سوتا تیمبرولوز قرارداد بست.

## زندگی شخصی و دانشگاهی
جردن هیل در نیوبری، کارولینای جنوبی به دنیا آمد. او در سن سه سالگی مادرش را به علت سرطان پستان از دست داد و پدر و مادربزرگ و برادر و خواهر بزرگش رو او بزرگ کردند. پسر خاله او تِرِوُر بوکر او را با بسکتبال آشنا کرد که چهار ماه از جردن هیل کوچک‌تر است و همچنین در تیم بروکلین نتس در اتحادیه ملی بسکتبال حضور دارد. او در دبیرستان North Springs حضور یافت و خانواده‌های همکلاسی‌هایش نیز به او کمک می‌کردند. بعد از تحصیل مقطع دبیرستان، برای ادامه تحصیلش در مقطع پیش دانشگاهی به The Patterson School در پترسون اسپرینگز، کارولینای شمالی رفت. او عضو تیم بسکتبال کالج شد و مهارت‌های خود را به مربیان کالج طی مسابقات AAU در اسمیرنا، جورجیا نشان داد. در دانشگاه آریزونا، او سه سال برای تیم Arizona Wildcats بازی کرد.
به عنوان یک بازیکن جوان (۲۰۰۸–۲۰۰۹)، هیل ۳۴ بازی برای تیمش انجام داد و میانگین ۱۸٫۳ امتیاز و ۱۱ ریباند را ثبت کرد.

## سابقه حرفه‌ای

### درفت ان بی ای
در درفت۲۰۰۹ ان بی ای، او بعد از استیون کری که توسط گلدن استیت واریرز انتخاب شد به عنوان پیک هشتم توسط نیویورک نیکس انتخاب شد.

### نیویورک نیکس (۲۰۰۹–۲۰۱۰)
جردن هیل توسط نیویورک نیکس در درفت ۲۰۰۹ ان بی ای به عنوان پیک هشتم انتخاب شد. او حدوداً ۴٫۳ میلیون دلار در دو فصل بعدی اش در اتحادیه ملی بسکتبال دریافت کرد.
او در لیگ تابستانی ان بی ای، ۵ بازی برای تیمش به میدان رفت که میانگین ۱۴٫۴ امتیاز و ۸٫۲ ریباند و ۰٫۶ پاس منجر به گل و ۰٫۸ توپ ربایی و ۱٫۰ بلاک نتیجه کارش بود. بیشترین امتیازش در این مسابقات را با ۲۱ امتیاز برابر واشینگتن ویزاردز به دست آورد.
او اولین امتیاز خود در فصل عادی اتحادیه ملی بسکتبال را در تاریخ ۶ نوامبر ۲۰۰۹ مقابل کلیولند کاوالیرز بدست آورد.

### هیوستون راکتس (۲۰۱۰–۲۰۱۲)
او پس از اصرارش بر فروش، به همراه جرد جفریز به تیم هیوستون راکتس در ازای تریسی مک‌گریدی فروخته شد.

### لس آنجلس لیکرز (۲۰۱۲–۲۰۱۵)
او دوباره پس از اصرارش بر فروش، به ازای درک فیشر و یک پیک راند اول به تیم لس آنجلس لیکرز فروخته شد. او هفت بازی فصل عادی را بازی کرد و در این هفت بازی میانگین ۴٫۷ امتیاز و ۴٫۴ ریباند را در ۱۱٫۷ دقیقه حضور در این بازی‌ها به ثبت رساند. او همچنین در ۱۲ بازی پلی اف، میانگین ۴٫۸ امتیاز و ۶٫۳ ریباند را در ۱۸٫۱ دقیقه حضور در هر بازی را به ثبت رساند.
او در ۲۵ ژوئیه ۲۰۱۲ با لس آنجلس لیکرز برای دو سال به ازای ۸ میلیون دلار قرارداد بست.
در ۶ ژانویه ۲۰۱۳ مقابل دنور ناگتس، زمانی که آندره میلر در حال حرکت روی بیس لاین بود، روی پای جردن هیل فرود آمد و سبب مصدومیت او شد. او در این فصل ۲۹ بازی انجام داد که حاصل آن، میانگین ۶٫۷ امتیاز و ۵٫۷ ریباند در طی ۱۵٫۸ دقیقه بازی بود. او ۳ مسابقه پلی اف ۲۰۱۳ اتحادیه ملی بسکتبال را نیز بازی کرد.
در ۱۲ نوامبر۲۰۱۳، در بازی نهم فصل ۲۰۱۳–۲۰۱۴، جردن هیل بازیکن شروع‌کننده تیم خود بود که رکورد بیشترین امتیاز شخصی خود را به ۲۱ امتیاز در روز پیروزی مقابل نیو اورلینز پلیکانز با نتیجه ۱۱۶–۹۵ در خانه لیکرز بدست آورد.
در ۲۳ ژوئیه ۲۰۱۴ او دوباره برای فصلی دیگر با لیکرز قرارداد بست.

### ایندیانا پیسرز (۲۰۱۵–۲۰۱۶)
در ۱۴ ژوئیه ۲۰۱۵، هیل با ایندیانا پیسرز قرارداد بست. در تاریخ ۲۸ اکتبر، او اولین بازی خود را برای این تیم در روز شکست مقابل تورنتو رپترز انجام داد و ۸ امتیاز و ۸ ریباند به عنوان نیکمت‌نشین ثبت کرد.

### مینه‌سوتا تیمبرولوز (۲۰۱۶–۲۰۱۷)
در ۲۰ ژوئیه ۲۰۱۶ او با مینه‌سوتا تیمبرولوز قرارداد بست. در تاریه ۲۶ ژوئن ۲۰۱۷ از این تیم اخراج شد.

## زندگی شخصی
در ۳۰ ژوئیه ۲۰۱۵ او در نزدیکی آتلانتا به علت سرعت غیرمجاز (۱۷۲ کیلومتر بر ساعت) بازداشت شد.